# Iglesia del Carmen (Vitoria)
La Iglesia del Carmen es un templo católico integrado en el Convento de los Padres Carmelitas Descalzos de Vitoria (Álava, País Vasco, España). Construido en estilo neoclásico moderno y consagrado en el año 1900, se sitúa en la calle Manuel Iradier de la capital alavesa.

## Historia
El conjunto de iglesia y convento fue construido entre los años 1897 y 1900 por el arquitecto vitoriano Fausto Íñiguez de Betolaza, quien anteriormente había reedificado la fachada del Palacio de Montehermoso. Sin embargo, a diferencia del estilo neogótico característico de su anterior obra, Íñiguez de Betolaza aplicó aquí unas formas inspiradas en los estilos predominantes en la segunda mitad del siglo XVIII, pudiéndose hablar de un resultado que sintetiza el neobarroco y una derivación del neoclasicismo. La inauguración del edificio tuvo lugar el 20 de abril de 1900, momento en el cual se trasladó a vivir al mismo la comunidad de Padres Carmelitas Descalzos que desde 1890 habitaba en unas casas y una capilla de la calle Vicente Goicoechea. 
Durante parte de la Guerra Civil, el convento fue utilizado por el bando sublevado como campo de concentración de prisioneros republicanos, al menos, desde abril de 1937 a abril de 1939.
El convento funcionó hasta 1968 como Colegio Mayor de estudiantes carmelitas, y de 1970 a 1975 como prenoviciado de la Orden. Desde 1985 funciona como Colegio Mayor de Filosofía y Teología, cuyos estudiantes reciben la docencia en la sede en Vitoria de la Facultad de Teología del Norte de España, sita en el Seminario Diocesano. El edificio fue restaurado en 1970, cuando se instaló unos nuevos presbiterio y altar mayor, y sometido a una remodelación funcional entre 1985 y 1987.
El templo, sin ser parroquia diocesana, celebra varios cultos diarios. Desde el punto de vista eclesiástico, El Carmen de Vitoria es desde 1980 la casa de la Curia Provincial de San Joaquín de Navarra, provincia carmelitana que comprende las provincias civiles de Álava, Vizcaya, Guipúzcoa, La Rioja y Navarra, más Vicariatos y Misiones en Asia, África y América. En 1988 abrió la Enfermería Provincial de la Orden. Desde el punto de vista seglar, El Carmen es la sede desde su fundación en 1900 de la Cofradía de Nuestra Señora del Carmen. Poco después, en 1901, se constituyó una comunidad de la Orden Seglar del Carmelo Teresiano. Esta asociación del Carmelo Seglar atiende desde 1988 un Centro de Oración y Espiritualidad, y desde 1992 una Escuela de Oración.

## Descripción artística

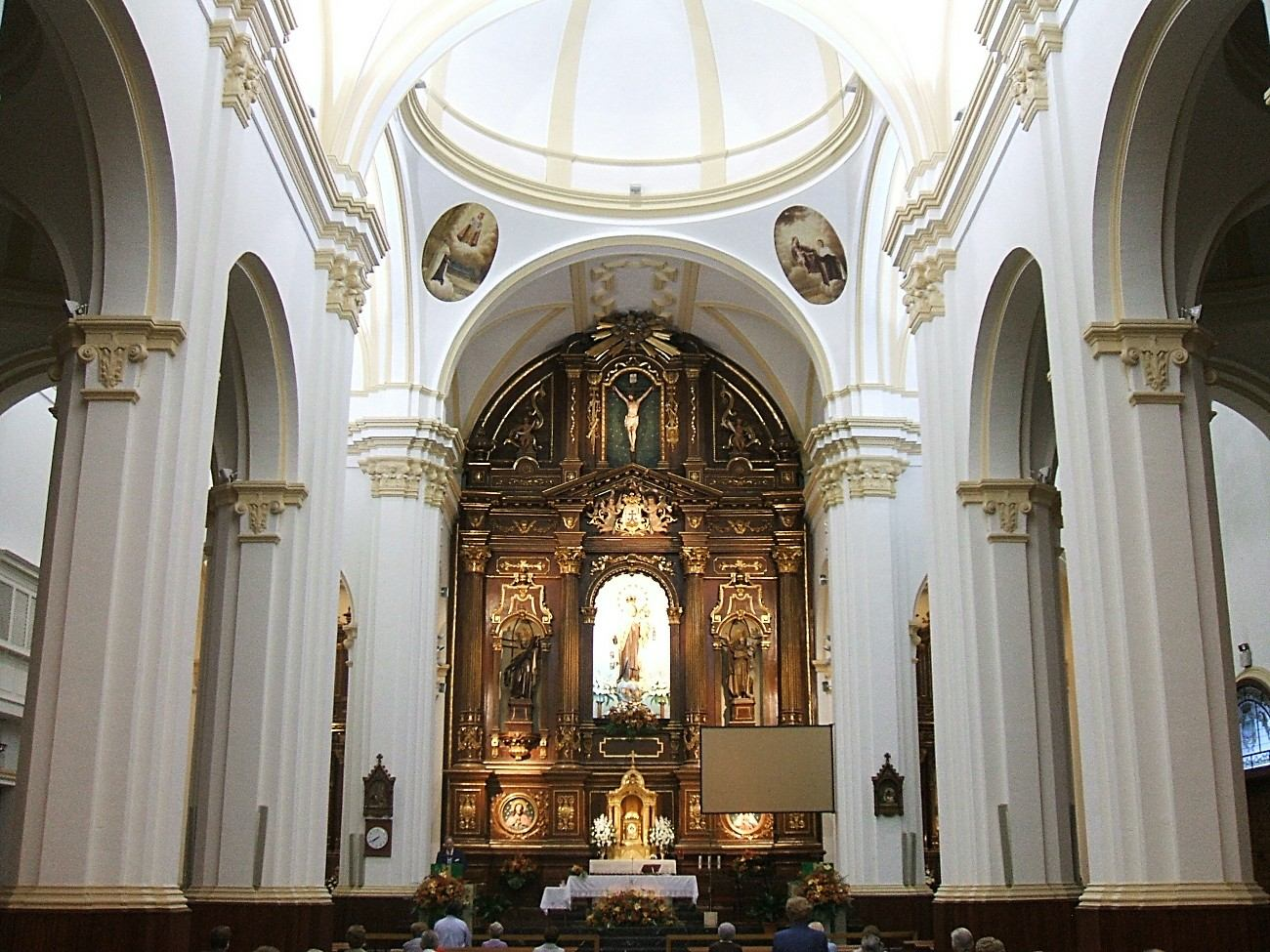
Nave central y cabecera.

La planta es de cruz latina, formada por tres naves de cinco tramos, siendo más elevada la central y dando distribución las otras dos a capillas laterales, más el transepto con crucero y la cabecera recta, la cual consta de capilla principal y capillas secundarias en ambos lados. Las fachadas del exterior presentan aparejo mixto, con sillares para el zócalo del hastial principal, esquinas de los módulos -donde forman pilatras-, líneas de imposta y cornisamientos, y mampostería aparejada. Los hastiales de acceso a los pies del templo (principal) y en el testero del lado de la Epístola del transepto comparten una sencilla portada consistente en un arco de medio punto, sobre el que se dispone una hornacina con bulto religioso (el Niño Jesús de Praga en el lado oriental y la Virgen del Carmen en el lado norte) entre pilastras de tipo corintio más óculo circular y, coronando el paramento, un frontón triangular rematado en cruz, que en el caso de la fachada principal acoge el escudo de la Orden del Carmen. Toda la fachada del lado del Evangelio (meridional) está tapada por las dependencias conventuales, que incluyen diversas aulas, una moderna capilla aneja para la celebración de misas y un espacio hortícola al aire libre. La fachada de poniente, cerrando la cabecera, es contigua a un claustro interior. Del lado del Evangelio emerge, en el tejadillo próximo a los pies del templo, una pequeña espadaña de ladrillo.

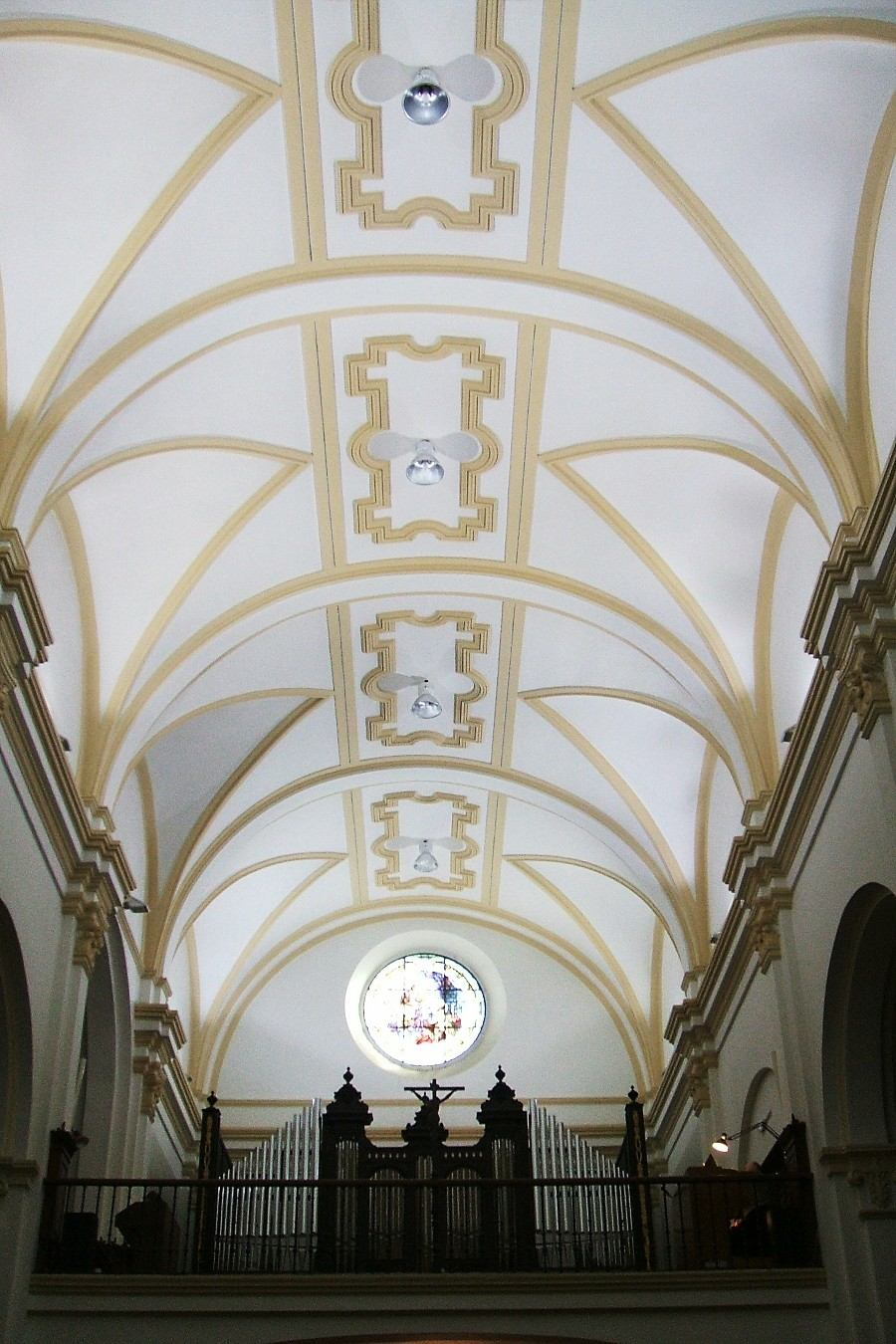
Bóvedas de la nave central.

Si el exterior del templo se inspira básicamente en las formas neoclásicas, el interior recuerda más al barroco avanzado del XVIII, que imita con bastante precisión, llegando a transmitir la fábrica una sensación de antigüedad que no posee. 
La nave central se cubre con bóveda de cañón con lunetos y está decorada con molduras de yeso pintadas en ocre sobre plementería enjalbegada; el mismo estilo decorativo se advierte en los baquetones, acantos y arquitrabes de las pilastres de sujeción. La cubierta del crucero consiste en una cúpula hemiesférica apoyada en pechinas decoradas con óvalos pintados al fresco, sin linterna y con cimborrio cuadrado en su exterior. En las pechinas están representados el Niño Jesús de Praga, la Virgen del Carmen, San José y Santa Teresa de Jesús. En los dos primeros tramos de las naves se sitúa, dispuesto en un ancho espacio, el coro elevado. En siguientes tres tramos, hasta el transepto, las naves laterales están cubiertas con bovedillas de media naranja, seis en total; la misma solución adoptan las cubiertas de las dos capillas laterales de la cabecera. Las dimensiones del interior de la iglesia son de 43 por 21,50 metros, y 23 metros de altura en el crucero. 
El mobiliario consiste en retablos y tallas religiosas de factura, como la arquitectura que las acoge, contemporánea, y responden al mismo estilo clasicista neo. Las mazonerías fueron ejecutadas por talleres de artistas locales: Hijos del Sr. Murguía, Ramón Goicoechea y la Casa Sr. Larrea. Varias de las esculturas, inclusive la de la Virgen del Carmen que preside el Retablo Mayor, son obras del artista Francisco Font. La construcción del templo desde cero permitió concebir un programa iconográfico y devocional completo para su traslación a los retablos, que son siete en total: el de la Capilla Mayor, los dos de las capillas laterales de la cabecera, y cuatro más situados en las capillas correspondientes a los tramos cuarto y quinto, hacia el centro de la planta, de las naves paralelas a la nave central.
- Retablo del Niño Jesús de Praga

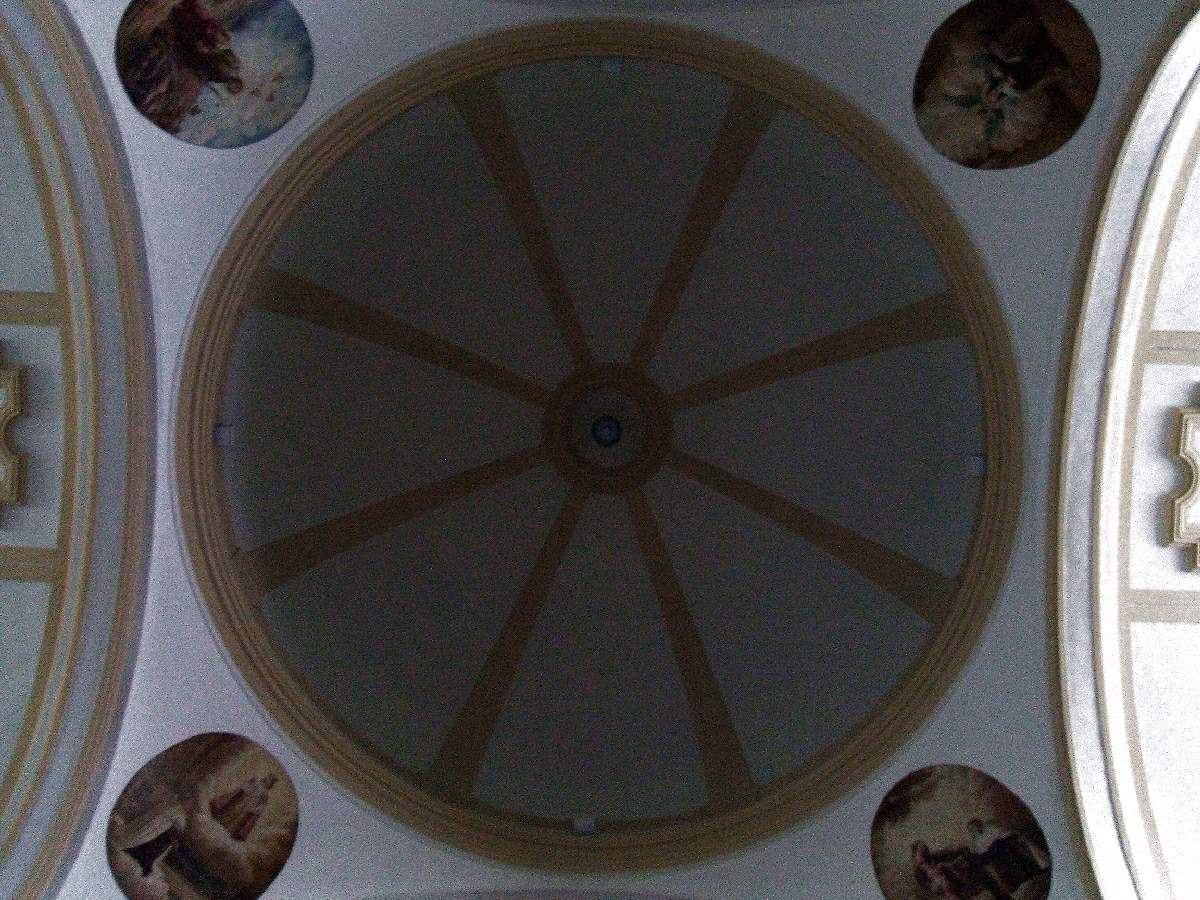
Cúpula del crucero.

En el tramo cuarto de la nave del Evangelio. Contiene tallas del Niño Jesús de Praga (principal), el Niño Jesús con el Padre Cirilo, Jesús entre los Doctores, Jesús en el Taller de Nazaret, la Huida a Egipto, el Nacimiento de Jesús y Jesús entre los niños
- Retablo de Santa Teresa de Jesús

En el tramo quinto de la nave del Evangelio. Contiene tallas de Santa Teresa de Jesús (principal), la Beata Ana de San Bartolomé, Santa María Magdalena de Pazzis y la Beata María de los Ángeles. 
- Retablo de San José

En la capilla izquierda de la cabecera. Contiene tallas de San José (principal), San Estanislao de Kostka, San Pedro Tomás y San Cirilo de Constantinopla. 
- Retablo Mayor

En la Capilla Mayor. Consta de predela con medallones de los Corazons de Jesús y María, cuerpo de tres calles y ático semicircular con el Crucificado. En el cuerpo se sitúan, en hornacinas, las imágenes de la Virgen del Carmen (calle central), San Simón Stock (calle de la izquierda) y el Profeta San Elías (calle de la derecha)

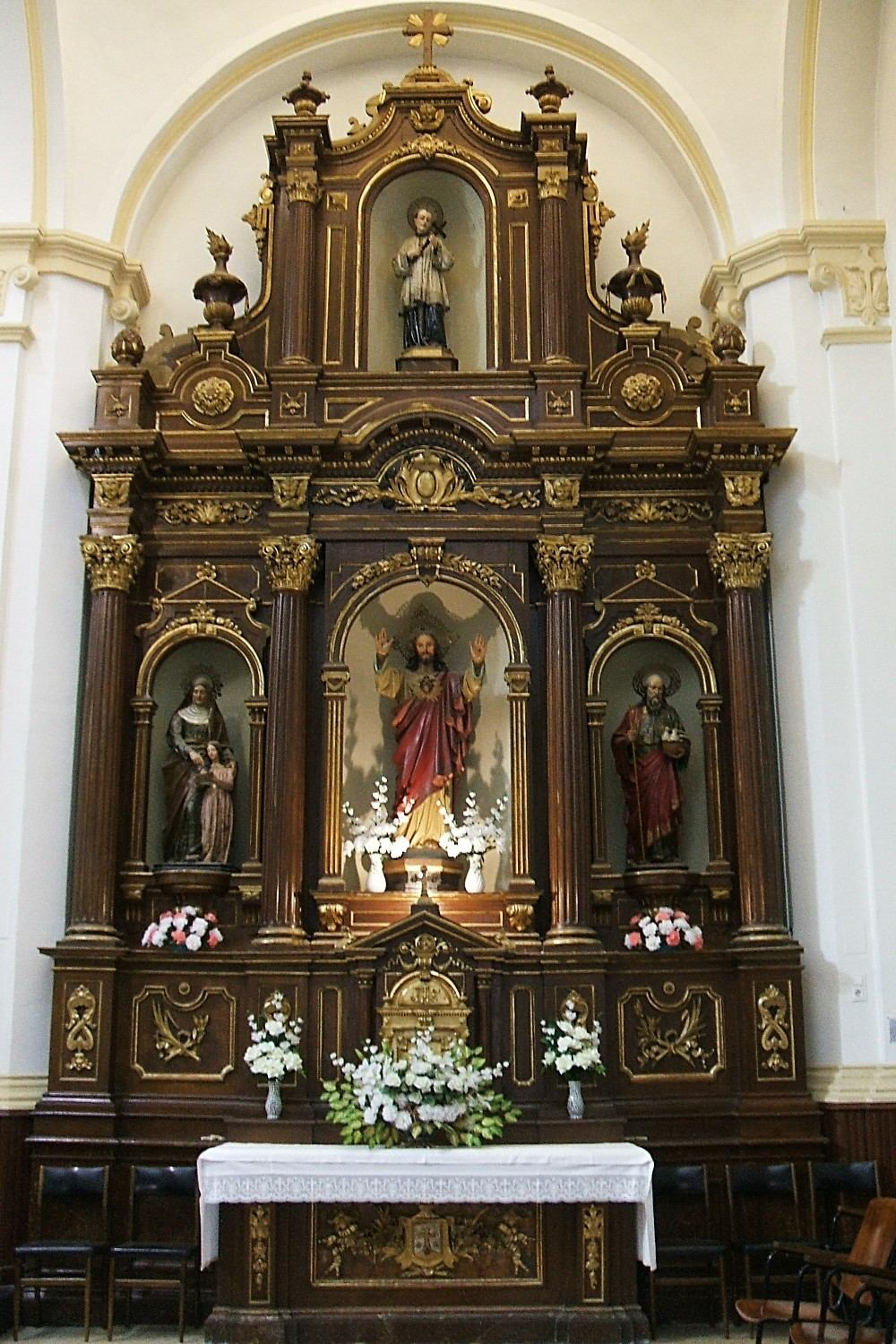
Retablo del Sagrado Corazón de Jesús.

- Retablo del Sagrado Corazón de Jesús

En la capilla derecha de la cabecera. Contiene tallas del Sagrado Corazón de Jesús (principal), San Luis Gonzaga, Santa Ana con la Virgen Niña y San Joaquín.
- Retablo de San Juan de la Cruz

En el tramo quinto de la nave de la Epístola. Contiene tallas de San Juan de la Cruz (principal), San Alberto de Sicilia, San Antonio de Padua y la Virgen Dolorosa, más una Alegoría de la Eucaristía.
- Retablo de Santa Teresita del Niño Jesús

En el tramo cuarto de la nave de la Epístola. Contiene tallas de Santa Teresita del Niño Jesús (principal), Santa Teresa Margarita Redi y Santa Rita de Casia, más una Alegoría de Rosas.
En el coro se emplaza un órgano parisino de la casa A. Cavaillé-Coll, el cual fue restaurado en 2004. En el centro de la barandilla de hierro que cierra el coro sobre la nave central se sitúa un crucifijo del siglo XVII: es la imagen más antigua que posee el conjunto de El Carmen vitoriano.

## Galería de imágenes

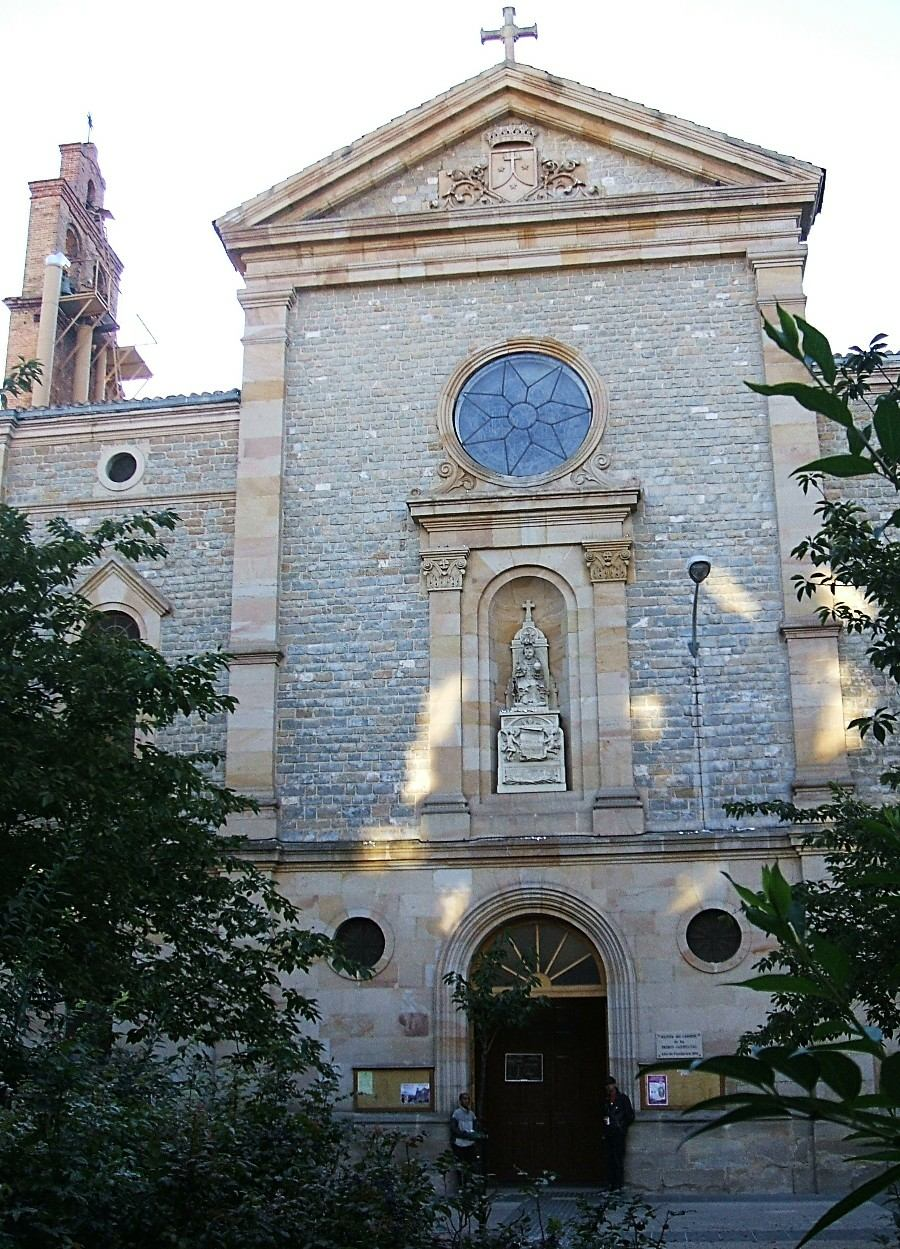
Fachada oriental (principal)
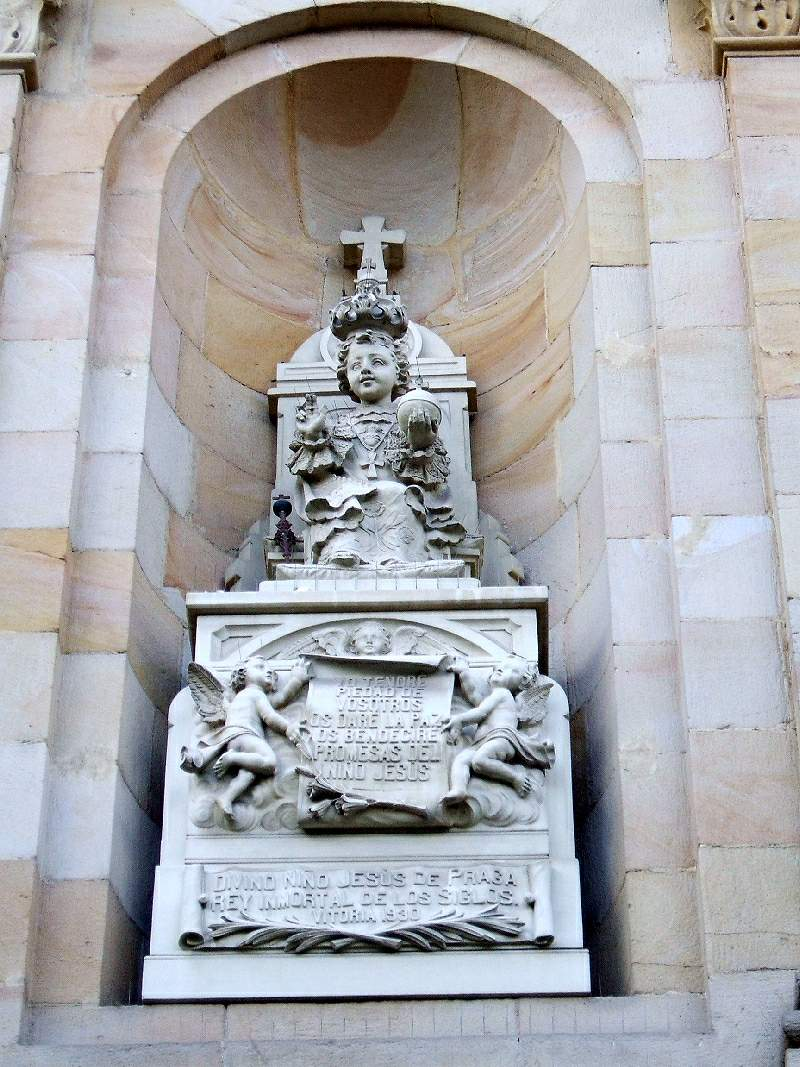
Niño Jesús de Praga
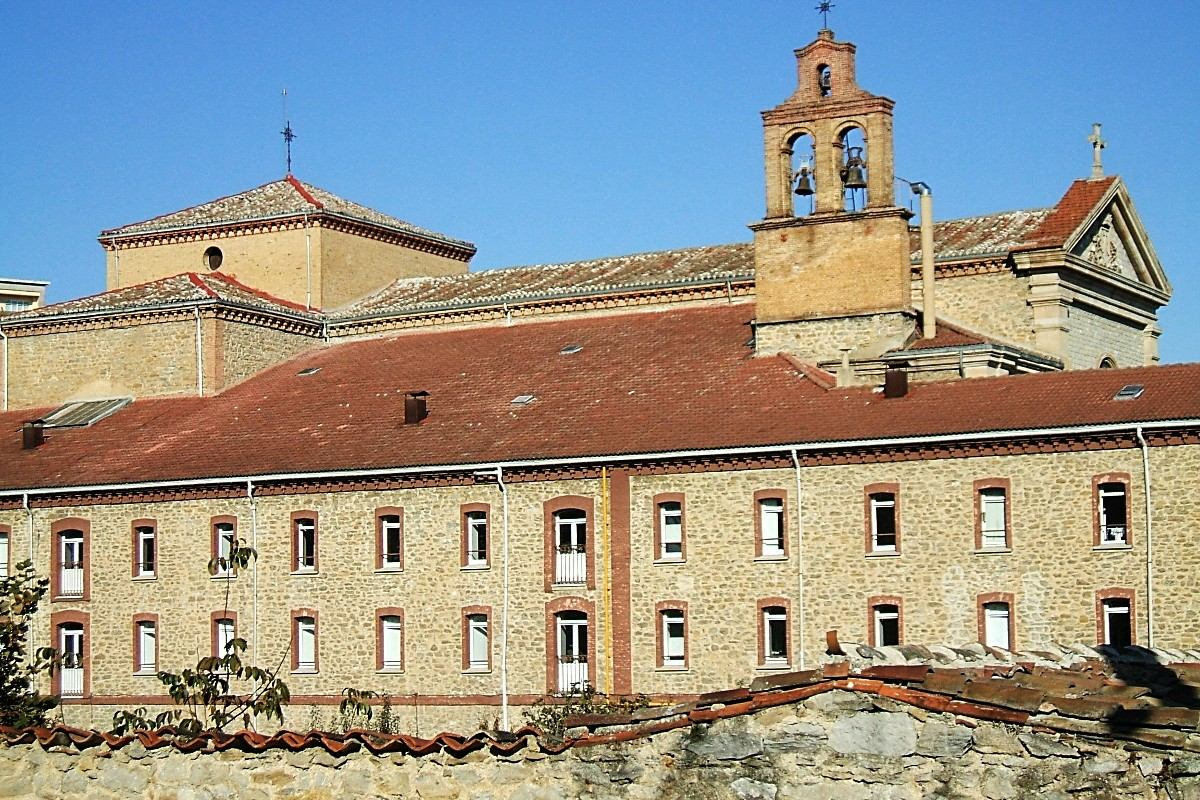
Fachada meridional
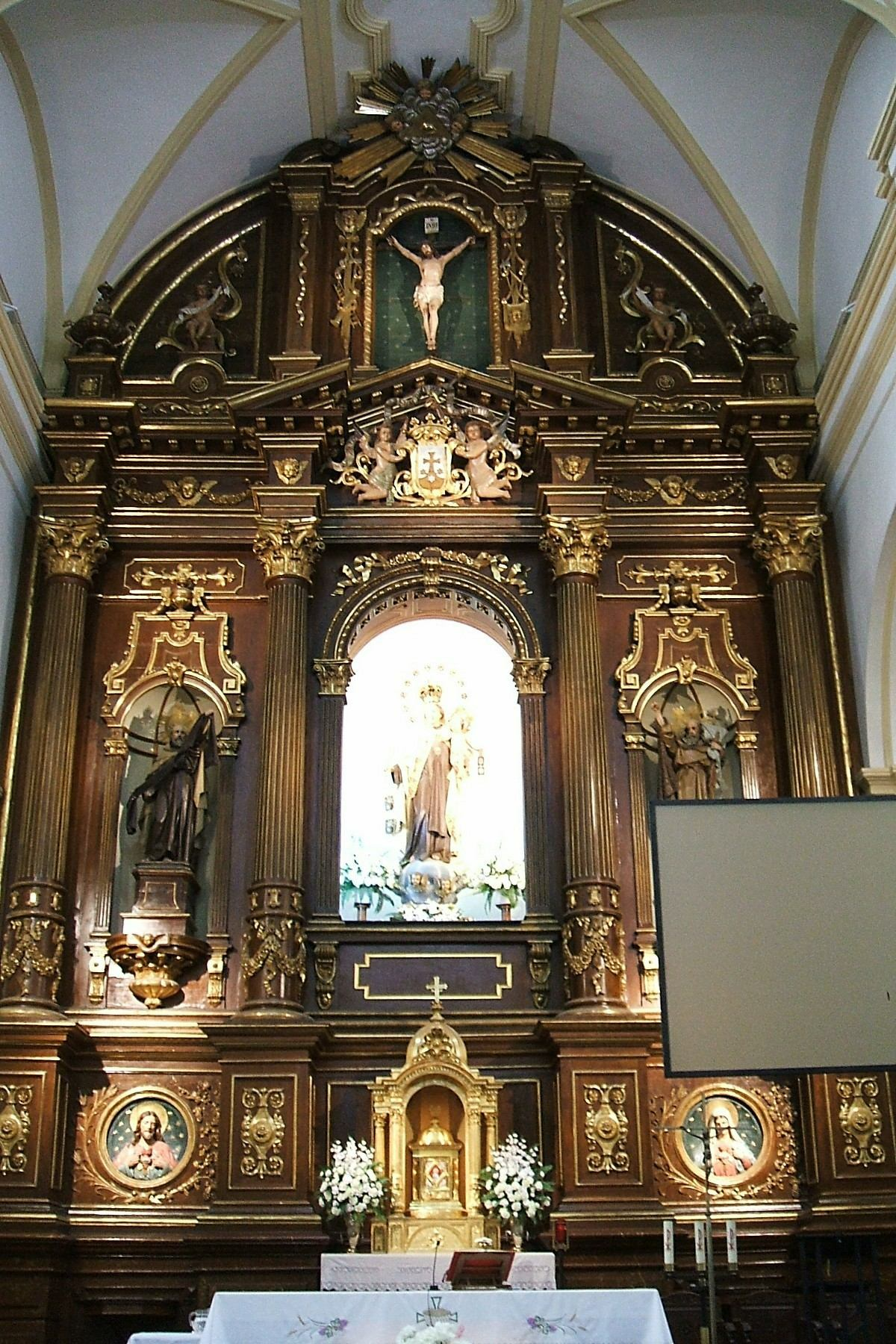
Retablo Mayor
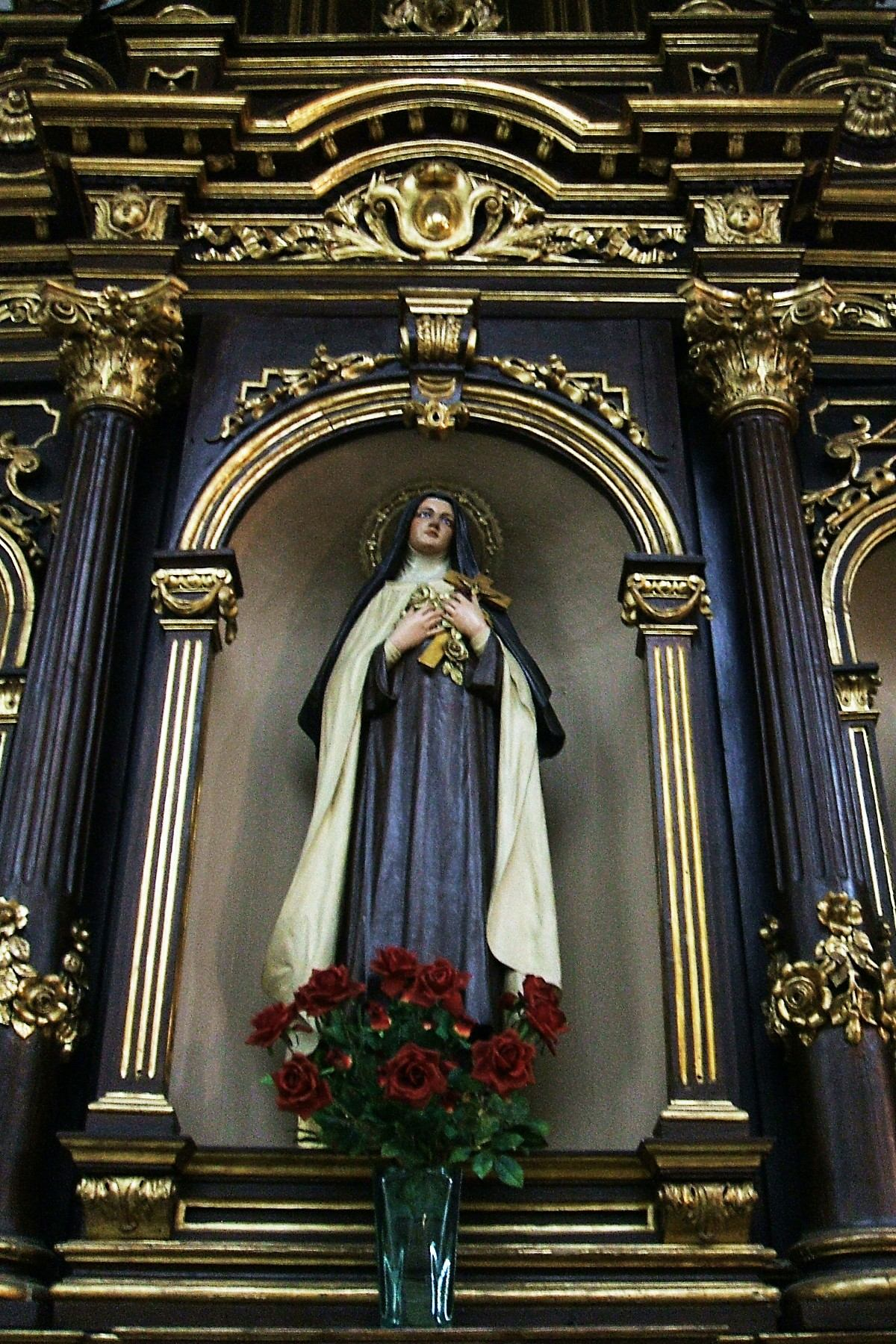
Retablo de Sta. Teresita
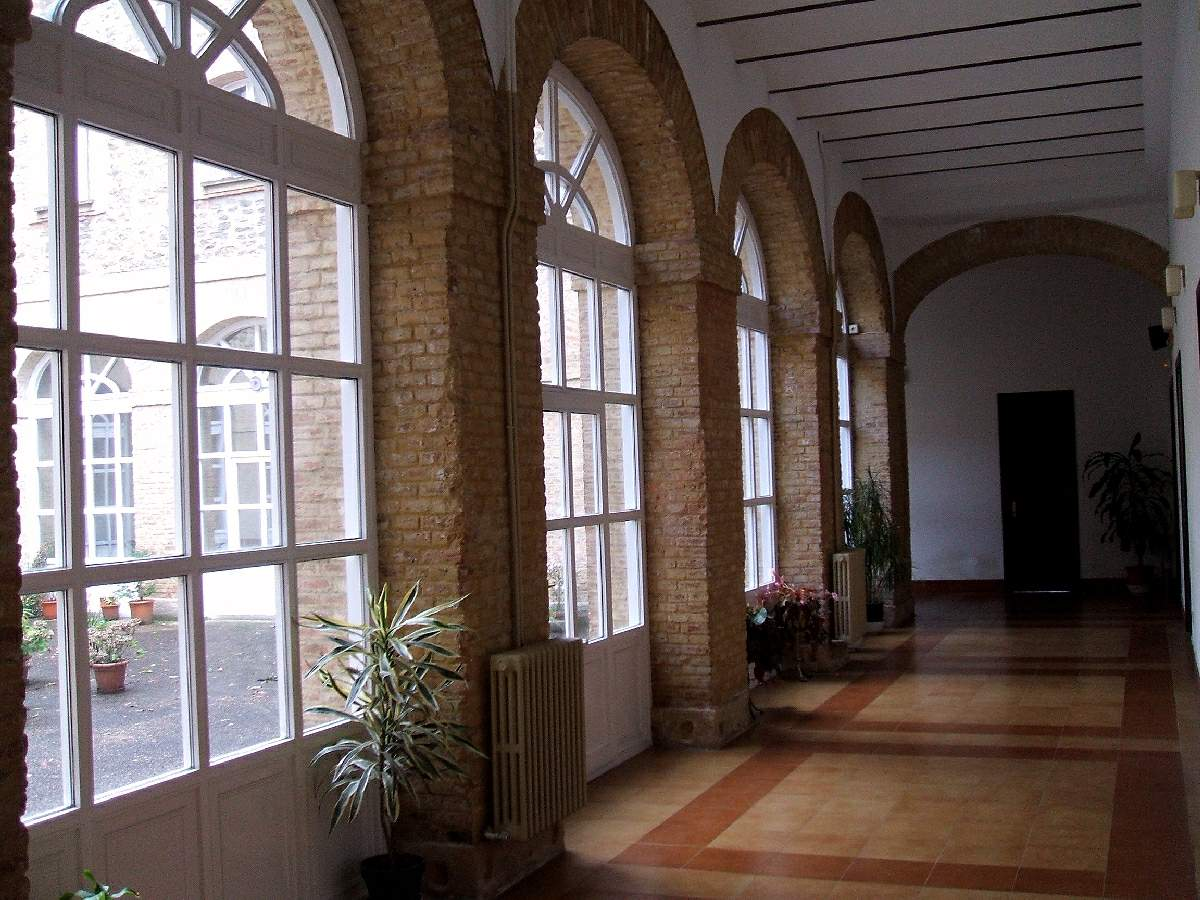
Claustro

- Datos: Q5912727
- Multimedia: Church of El Carmen, Vitoria-Gasteiz / Q5912727